# Извођачи народне музике
Извођачи народне музике:

## А
- Ансамбл Душана Радетића
- Ансамбл Миланчета Станисављевића

## Б
- Миодраг Богдановић

## Г
- Нестор Габрић
- Велинка Гргуревић

## Д
- Душан Данчуо
- Радмила Димић
- Зора Дремпетић
- Дует Радуловић - Јовановић

## Ђ
- Мара Ђорђевић

## Ж
- Радојка Живковић
- Тине Живковић

## И
- Божидар Иванишевић

## Ј
- Вукашин Јевтић
- Сава Јеремић

## К
- Квартет гитара Велимира Теодосијевића

## Л
- Дарко Лукач

## М
- Нада Мамула

## Н
- Народни оркестар РТС
- Народни трио Миће Војновића
- Душан Николић

## О
- Даница Обренић
- Оркестар Модрага Тодоровића Крњевца
- Оркестар Властимира Павловића Царевца

## П
- Јовица Петковић
- Миодраг Поповић

## С
- Александар Стојић

## Т
- Тамбурашки збор Саве Михајловића
- Тамбурашки оркестар Радио Београда

## Ц
- Надежда Цмиљић

## Ш
- Вука Шехеровић